# بهادران (نصروان)
بهادران (بالفارسية: بهادران) هي قرية تقع في إيران في البلدة المركزية. يقدر عدد سكانها بـ 623 نسمة بحسب إحصاء 2016.